# Karol Noskowski
Karol Noskowski byl rakouský římskokatolický duchovní a politik polské národnosti z Haliče, během revolučního roku 1848 poslanec Říšského sněmu.

## Biografie
Roku 1849 se uvádí jako Karl Noskowsky, farář v obci Inwałd.
Během revolučního roku 1848 se zapojil do veřejného dění. Ve volbách roku 1848 byl zvolen i na ústavodárný Říšský sněm. Zastupoval volební obvod Wadowice. Tehdy se uváděl coby farář. Náležel ke sněmovní levici.